# Onesia tokui
Onesia tokui är en tvåvingeart som beskrevs av Hiromu Kurahashi 1986. Onesia tokui ingår i släktet Onesia och familjen spyflugor. Inga underarter finns listade i Catalogue of Life.